# کاندیولو
کاندیولو (به ایتالیایی: Candiolo) یک کومونه در ایتالیا است که در استان تورین واقع شده‌است.

## خصوصیات
کاندیولو ۱۱٫۹ کیلومترمربع مساحت و ۵٬۵۹۱ نفر جمعیت دارد و ۲۳۷ متر بالاتر از سطح دریا واقع شده‌است.

## خواهرخوانده
شهرهای Pouilly-sous-Charlieu و سانتا کروس خواهرخوانده‌های کاندیولو هستند.